# American Institute of Baking
Pour les articles homonymes, voir AIB.
American Institute of Baking ou AIB est un organisme américain pour l'industrie boulangère et référentiel d'audit de sécurité alimentaire dans l'industrie agro-alimentaire.
AIB est une société à but non lucratif fondée par les industries de gros et de détail de la boulangerie d'Amérique du Nord en 1919 comme un centre de transfert de technologie pour les boulangers et les transformateurs de produits alimentaires.
La mission initiale de l'organisation était de faciliter et favoriser le travail pour le boulanger par un apport de connaissance. Ce thème initial fait toujours partie du cœur de métier de AIB par des programmes de formation et des services fournis aux boulangeries et aux industries de production alimentaire dans le monde entier. 
Ainsi, depuis sa création, AIB s'est engagée à fournir une formation de qualité pour préparer les gens à une carrière dans la boulangerie ou les industries connexes. Que ce soit un boulanger, un membre du personnel technique, un gestionnaire ou un technicien d'entretien, les formations AIB permettent de mettre à jour les connaissances techniques du personnel et d'aiguiser leurs compétences.
AIB possède son siège à Manhattan dans le Kansas, berceau de l'université d'État du Kansas, l'un des principaux centres de recherche et de développement pour le blé et les produits à graines dans le monde entier.
 
L'Institut travaille en étroite collaboration avec les céréaliers locaux et les organisations scientifiques. Elle maintient des liens et des relations de travail avec de nombreuses autres industries de production alimentaire et d'équipements, sur la sécurité alimentaire, le développement commercial, la législation alimentaire, ainsi qu'avec des groupes universitaires et des programmes de recherche en sciences alimentaires tant aux États-Unis qu'à l'étranger.
L'association AIB compte actuellement plus de 900 membres dans de nombreux pays, allant de l'industrie agro-alimentaire internationale à des entreprises de restauration traditionnelle ou de boulangeries de détail.

Le personnel de l'AIB comprend des experts dans les domaines de la production, de la recherche liée à la consommation, de la cuisson, de la science des céréales, de la nutrition, de la sécurité alimentaire, de l'hygiène et de la sécurité et de la maintenance technique.
Ayant un rôle d'expertise dans le monde entier, AIB a créé un référentiel d'audit de sécurité alimentaire dans l'industrie agro-alimentaire. Ce référentiel se base sur la norme de gestion de qualité ISO 9001:2000, à laquelle s'ajoutent les principes de bonne conduite de fabrication (nettoyage et désinfection, lutte contre les nuisibles, entretien, maintien et formation) et les principes de l'HACCP.